# Genzebe Dibaba
Genzebe Dibaba Keneni (amhàric: ገንዘቤ ዲባባ ቀነኒ) (Bekoji, província d'Arsi, Etiòpia, 8 de febrer de 1991) és una atleta etíop que participa en curses de mitjana i llarga distància. Va guanyar la medalla d'or en 1.500 metres en el Campionat del Món d’Atletisme de 2015 a Pequín i una medalla de plata en la mateixa disciplina en els Jocs Olímpics de Rio de Janeiro 2016. Té el rècord del món en 1.500 metres, tant en pista coberta com a l'aire lliure, i els de pista coberta en 2.000 metres, 3.000 metres, 5.000 metres, milla i doble milla. El seu rècord mundial en 2.000 metres en pista coberta també és el rècord mundial absolut, ja que és més ràpid que l'anterior marca a l'aire lliure. Amb aquests vuit rècords mundials, té la distinció de tenir simultàniament el major nombre de rècords mundials que qualsevol altre atleta en la història, home o dona. Sovint se la considera la millor corredora de milla de la història.
Dibaba va ser campiona mundial el 2012 de 1.500 metres en pista coberta i l’any 2004 va ser campiona del món i rècord del món de 3.000 metres en pista coberta. Va representar Etiòpia en els Jocs Olímpics de 2012 i 2016, i ha competit en el Campionat del Món d’Atletisme en cinc ocasions. Com a júnior va guanyar dos títols mundials de cros i un campionat mundial de 5.000 metres.
El 2014 ser nomenada Laureus Dona Esportista de l'Any i el 2015 va ser reconeguda com l'atleta de l'any per l'Associació Internacional de Federacions d'Atletisme (IAAF).

## Context familiar

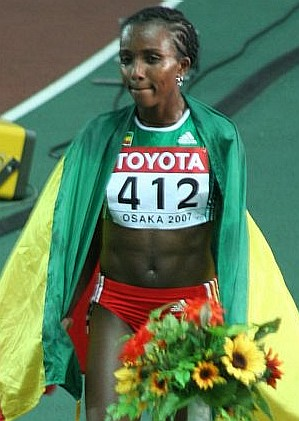
Tirunesh Dibaba, 2007

Genzebe Dibaba prové d'una família Oromo d'atletes. Nascuda el 8 de febrer de 1991 a Bekogi, la seva germana gran Tirunesh ha obtingut moltes medalles importants. Una altra germana gran, Ejegayehu, va guanyar la medalla de plata en els 10.000 metres en els Jocs Olímpics de 2004, i el seu germà Dejene és també atleta. El seu cosí és Derartu Tulu, campió olímpic de 10.000 metres el 1992 i 2000.

## Trajectòria
Dibaba va guanyar el títol femení en el Campionat del Món Júnior de Cros de 2008 i 2009 i va acabar cinquena en la mateixa competició l’any 2007. Va esdevenir la segona atleta júnior de la història en guanyar dos campionats seguits de cros. També va competir en reunions de la IAAF Golden League, com el Reebok Grand Prix o els Bislett Games. En els Bislett Games de 2008 va aconseguir una millor marca personal amb 15:02.41 minuts en els 5.000 metres, en la mateixa cursa en què la seva germana Tirunesh va batre un nou rècord del món. Ho va repetir un any més tard en la mateixa carrera, millorant la seva marca personal en més de cinc segons.

### 2009-2010
Després de guanyar els 5.000 metres en el Campionat d'Atletisme d'Etiòpia, va ser inclosa en l'equip etíop del Campionat del Món d'Atletisme de 2009. A Berlín va reemplaçar a la seva germana Tirunesh, retirada per lesió, en l'equip d'Etiòpia de 5.000 metres. Dibaba va córrer una excel·lent sèrie, acabant quarta i classificant-se per la final on, en la seva primera carrera en un campionat sènior important, va acabar vuitena. També va guanyar l'or en els 5.000 metres en el Campionat d'Àfrica Júnior d'Atletisme de 2009.
Va començar la temporada de cros amb una victòria al Cros d’Atapuerca. També va competir en pista coberta, millorant la seva millor marca en 1.500 metres amb un temps de 4:04.80 minuts en la reunió Indoor Flanders. Malgrat les seves victòries al circuit sènior, no va aconseguir completar el triplet de títols en el Campionat del Món Júnior de Cros de 2010. Va actuar molt per sota de les expectatives, acabant onzena i entrant amb prou feines en l'equip etíop, que va aconseguir la medalla de plata. Els seus resultats van millorar en el Campionat del Món Júnior d’Atletisme de 2010, en què va derrotar a la campiona júnior de camp a través Mercy Cherono i va aconseguir l'or en els 5.000 metres, assolint el rècord del campionat. Al novembre va aconseguir una segona victòria consecutiva al Cros d'Atapuerca, amb una àmplia diferència per davant d'Emily Chebet, que era la campiona vigent.

### 2011-2012

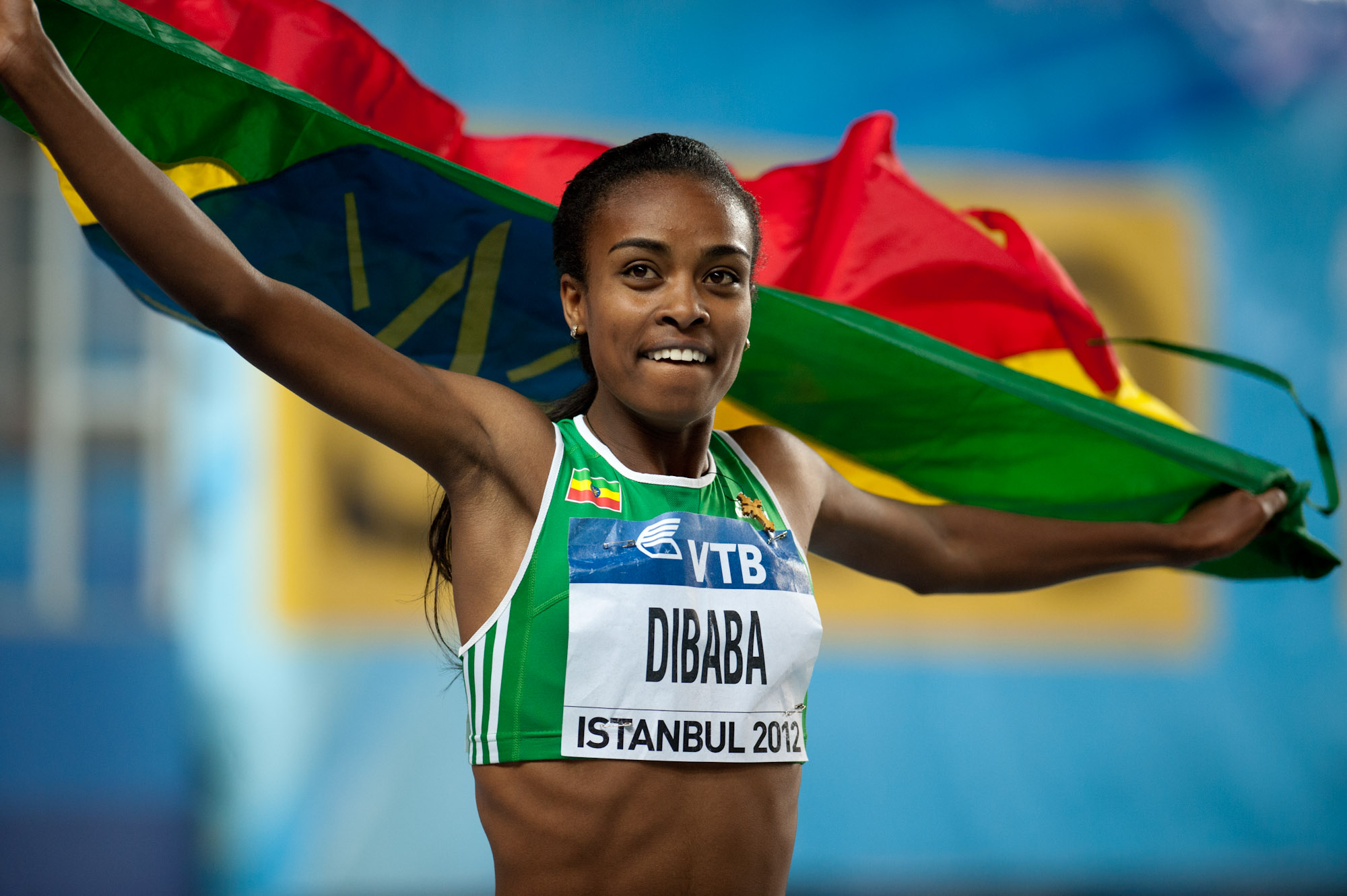
Campionat del Món en pista coberta de 2012, Istambul

El gener de 2011 va aconseguir la segona plaça en el Cros d'Edimburg, per darrere de Linet Masai. Dos mesos més tard quedava novena en el Campionat del Món de Cros.
Dibaba va aconseguir una millor marca personal en els 5.000 m amb un temps de 14:37.56 minuts en els Bislett Games i va quedar vuitena en aquesta mateixa prova en el Campionat del Món d’Atletisme de 2011. A partir d'aquí va començar a apartar-se dels 5.000 metres per enfocar-se en els 1.500 metres, un moviment que va beneficiar la seva carrera. Va començar l’any 2012 amb la cinquena millor marca de tots els temps en 1.500 metres en pista coberta, guanyant el Weltklasse de Karlsruhe amb una marca de 4:00.13 minuts. Una victòria al Grand Prix d’Aviva en pista coberta va donar pas al seu primer títol mundial en el Campionat del Món d’atletisme en pista coberta de 2012. Pel que fa a la competició a l'aire lliure, va batre el rècord d'Etiòpia amb 3:57.77 minuts al Golden Grand Prix de Xangai, va ser tercera a la Golden Gala i subcampiona en els Bislett Games. Va ser seleccionada per als Jocs Olímpics de Londres 2012 però una lesió als isquiotibials en l'última volta de la seva sèrie la va eliminar de la competició.

### 2013-2014

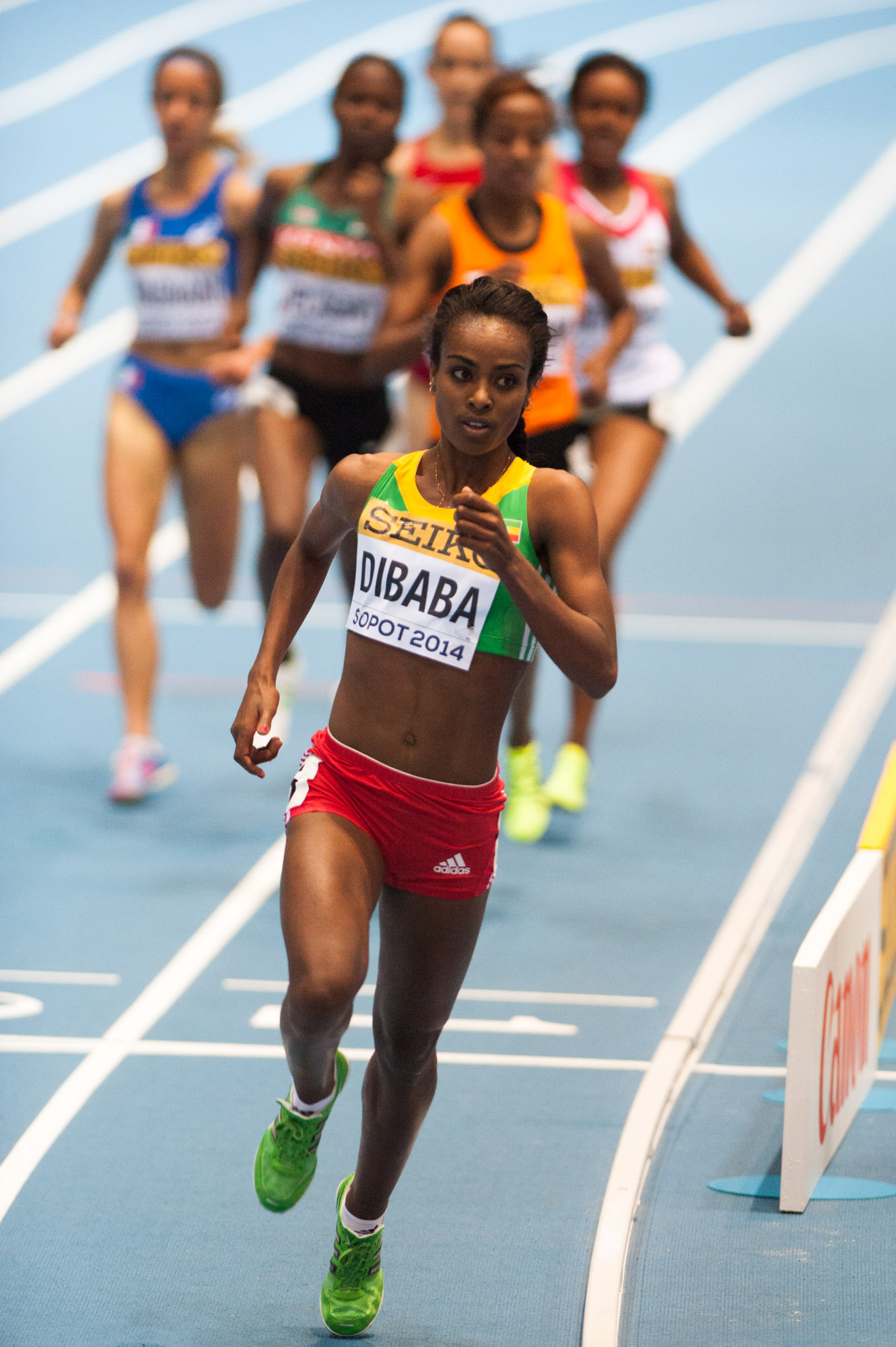
Campionat del Món en pista coberta de 2014, Sopot

Dibaba va començar l'any 2013 guanyant la prova de 3 quilòmetres al Great Edinburgh Cross Country, per a continuació aconseguir dues victòries en pista coberta a Karlsruhe i Birmingham. L'1 de febrer de 2014, a Karlsruhe, va fer una marca de 3:55.17 minuts en els 1.500 metres en pista coberta, batent l'anterior rècord del món per més de 3 segons. Aquesta marca era el 1.500 metres més ràpid que es corria des del 1997, tant en pista coberta com a l'aire lliure. Cinc dies més tard, va millorar el rècord del món dels 3.000 metres en pista coberta amb 8:16.60 minuts en el XL Galan d'Estocolm. En aquesta carrera va millorar la seva marca personal en més de trenta segons, el rècord del món en gairebé set i, tot i que la va realitzar en una pista coberta més curta, va fer la quarta millor marca de tots els temps en la distància. Només s'havien obtingut millors marques en una ocasió, en els Jocs Nacionals de la Xina de 1993, quan les atletes Wang Junxia, Qu Yunxia i Zheng Linli van causar sensació corrent en un temps al què ningú s'havia aproximat en dues dècades.
Ja al febrer, i en tan sols quinze dies, Dibaba va aconseguir el seu tercer rècord del món, en aquest cas el de la doble milla en pista coberta en el Birmingham Indoor Grand Prix. La seva nova marca de 9:00.48 minuts superava l'anterior rècord de Meseret Defar en sis segons. Amb aquests registres, Dibaba és una de les tres úniques atletes en la història que ha batut tres rècords mundials en tres esdeveniments diferents en un termini de quinze dies, unint-se a Jesse Owens, qui va batre tres rècords del món i va igualar un altre en una hora, i a Usain Bolt. És l'única que ha assolit aquesta gesta en tres ciutats i trobades diferents.
A la IAAF Golden League d'aquest estiu, Dibaba va guanyar els 1.500 metres a Mònaco. A l’abril, va ser reconeguda com la millor atleta femenina de l’any en els 2015 Laureus World Sports Awards a Xangai, coneguts com els «Òscar de l'esport».

### 2015

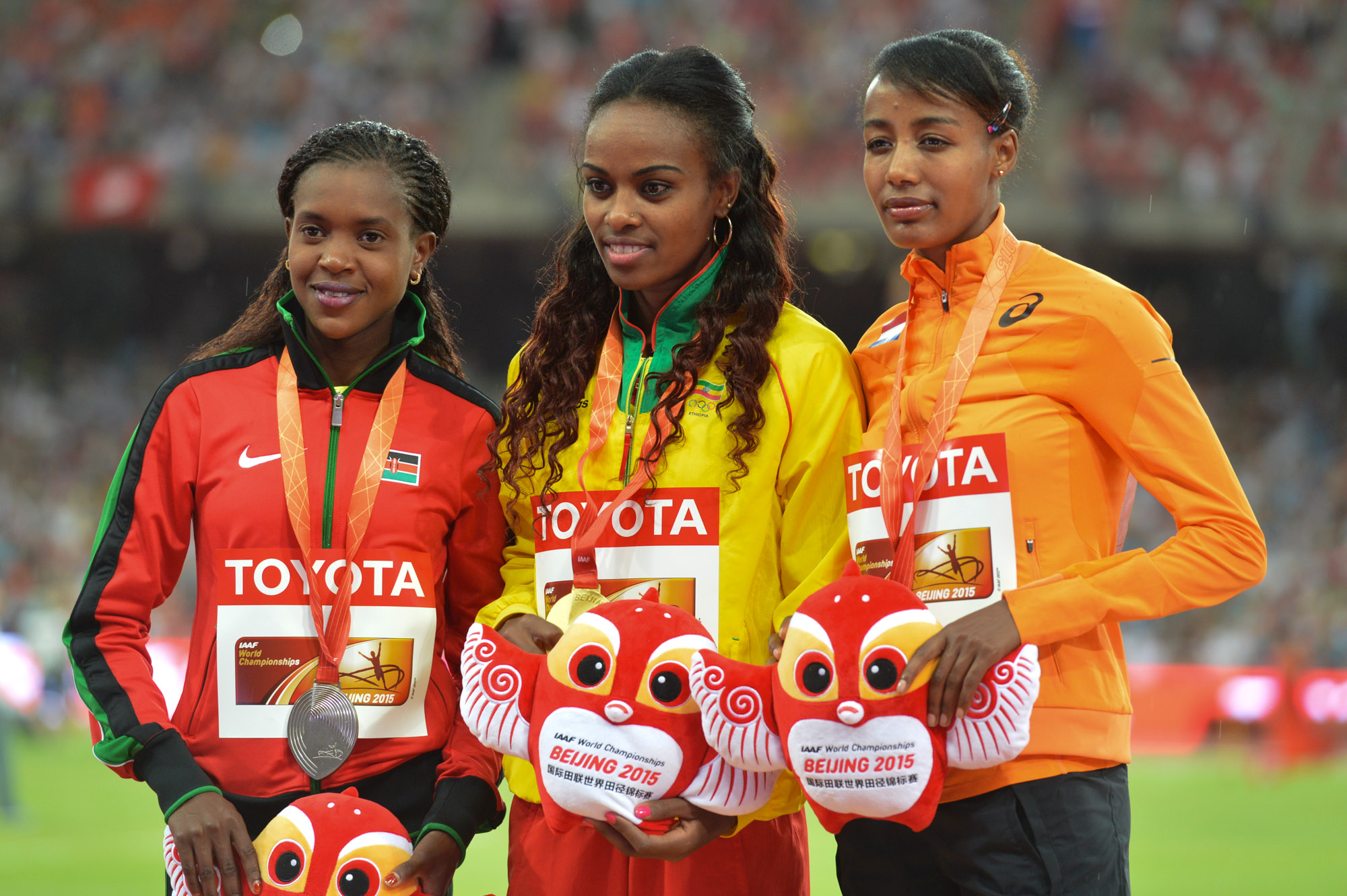
Genzebe Dibaba amb Faith Kipyegon i Sifan Hassan al podi, Campionat del Món d'atletisme de 2015.

Durant el 2015 va canviar de patrocinador. Al febrer va córrer en el trofeu XL-Galan a Estocolm amb Adidas i el març a Carlsbad va córrer la seva primera competició oficial ja amb Nike en la carrera de 5 quilòmetres, on per poc no va aconseguir el rècord del món. El canvi de patrocinador s'associa amb el canvi de mànager; Dibaba va substituir l’holandès Jos Hermens (Global Sports Communication) per Ulf Saletti i pocs mesos després es va posar de manifest el canvi de patrocinador. Saletti és el director del XL-Galan d’Estocolm, on el 19 de febrer de 2015 va voler repetir l’objectiu de l’any anterior de batre un rècord mundial, aquesta vegada en 5.000 metres, amb 14:18.86 minuts.
A el Prefontaine Classic de 2015 a Eugene, Oregón, va guanyar els 5.000 metres amb un temps de 14:19.76 minuts, el que llavors era la seva millor marca personal. El 4 de juliol va guanyar els 5.000 metres del Meet Areva de París de la IAAF Diamond League, amb una nova marca personal de 14:15:41 minuts. Era el seu cinquè 5.000 metres per sota 14:30 minuts. Tan sols quatre dies més tard, a Barcelona, va aconseguir un nou rècord d’Àfrica de 1.500 metres en 3:54.11 minuts, corrent el 1.500 més ràpid del món en 18 anys i el novè més ràpid de tots els temps. Sis dels vuit temps més ràpids s'havien corregut en dues carreres en els Jocs Nacionals de la Xina de 1993, on gran part de la comunitat atlètica creu que el govern comunista va promoure un sistema de dopatge, abans que els tests antidrogues fossin obligatoris.
A Mònaco, el 17 de juliol de 2015 Dibaba va batre el rècord del món de 1.500 metres, que estava considerat pràcticament imbatible, amb un temps de 3:50:07 minuts. Va guanyar el Campionat del Món d'atletisme de 2015 a Pequín, en els 1.500 metres, i va obtenir la medalla de bronze en els 5.000 metres.
Aquell any la IAAF la va nomenar millor Atleta Mundial Femenina.

### 2016
El febrer de 2016 Dibaba va competir a la reunió Globen Galan d’Estocolm. Va córrer la milla en pista coberta en 4:13.31 minuts, batent el rècord mundial de 4:17.14 minuts de Doina Melinte, vigent des del 1990. A l’abril es va retirar de la classificació per als 10.000 metres dels Jocs Olímpics, a la Dubai Athletics President's Cup, degut a una lesió en el peu esquerre. En una reunió a Barcelona el 30 de juny no va acabar la cursa de 5.000 metres degut a una lesió.
En els Jocs Olímpics de Rio de Janeiro 2016, Dibaba va obtenir la medalla d’argent en els 1.500 metres amb un temps de 4:10.27 minuts, tan sols per darrere de la keniana Faith Chepngetich Kipyegon, que va guanyar amb 4:08.92 minuts.

### 2017
Genzebe Dibaba va batre el rècord del món en pista coberta dels 2.000 metres, que també és el rècord mundial absolut. Va acabar en dotzena posició als 1.500 metres al Campionat del Món d’Atletisme de 2017. Una malaltia li va impedir córrer en condicions i més tard es va retirar de la prova de 5.000 metres.

### 2018
Al Campionat del Món en pista coberta de 2018, a Birmingham, es va proclamar campiona del món tant en 1.500 com en 3.000 metres.

### 2019
Dibaba va guanyar la Golden Gala en els 1.500 metres a Roma amb un temps de 3:56.28 minuts. Va anar a Rabat el 16 de juny i va guanyar els 1.500 metres en 3: 55.47 minuts.
A la final de la IAAF Diamond League de 1.500 metres de Zuric, va acabar quarta amb un temps de 4:00.86 minuts. La final la va guanyar Sifan Hassan en 3:57.08 minuts, Konstanze Klosterhalfen va quedar subcampiona amb 3:59.02 minuts i Gabriela Debues-Stafford va quedar tercera en 3:59.59 minuts.

## Palmarès
| Any  | Competició                         | Lloc                   | Posició | Prova                  | Notes    |
| ---- | ---------------------------------- | ---------------------- | ------- | ---------------------- | -------- |
| 2007 | Campionat del Món de Cros          | Mombasa, Kenya         | 5a      | Prova júnior (6 km)    | 21:23    |
| 2008 | Campionat del Món de Cros          | Edimburg, Escòcia      | 1a      | Prova júnior (6.04 km) | 19:59    |
| 2008 | Campionat del Món Sub-20           | Bydgoszcz, Polònia     | 2a      | 5000 m                 | 16:16.75 |
| 2009 | Campionat del Món de Cros          | Aman, Jordània         | 1a      | Prova júnior (6 km)    | 20:14    |
| 2009 | Campionat d'Etiòpia                | Addis Abeba, Etiòpia   | 1a      | 5000 m                 |          |
| 2009 | Campionat d'Àfrica Sub-20          | Bambous, Maurici       | 1a      | 5000 m                 | 16:11.85 |
| 2009 | Campionat del Món d'atletisme      | Berlín, Alemanya       | 8a      | 5000 m                 | 15:11.12 |
| 2010 | Campionat del Món Sub-20           | Moncton, Canadà        | 1a      | 5000 m                 | 15:08.06 |
| 2012 | Campionat del Món en pista coberta | Istanbul, Turquia      | 1a      | 1500 m                 | 4:05.78  |
| 2013 | Campionat del Món d'atletisme      | Moscou, Rússia         | 8a      | 1500 m                 | 4:05.99  |
| 2014 | Campionat del Món en pista coberta | Sopot, Polònia         | 1a      | 3000 m                 | 8:55.04  |
| 2015 | Campionat del Món d'atletisme      | Pequín, Xina           | 1a      | 1500 m                 | 4:08.09  |
| 2015 | Campionat del Món d'atletisme      | Pequín, Xina           | 3a      | 5000 m                 | 14:44.14 |
| 2016 | Globen Galan                       | Estocolm, Suècia       | 1a      | Milla en pista coberta | 4:13.31  |
| 2016 | Campionat del Món en pista coberta | Portland, Estats Units | 1a      | 3000 m                 | 8:47.43  |
| 2016 | Jocs Olímpics                      | Rio de Janeiro, Brasil | 2a      | 1500 m                 | 4:10.27  |
| 2017 | Campionat del Món d'atletisme      | Londres, Regne Unit    | 12a     | 1500 m                 | 4:06.72  |
| 2018 | Campionat del Món en pista coberta | Birmingham, Regne Unit | 1a      | 3000 m                 | 8:45.05  |
| 2018 | Campionat del Món en pista coberta | Birmingham, Regne Unit | 1a      | 1500 m                 | 4:05:27  |

## Marques
| Tipus         | Prova        | Temps    | Data                  | Lloc                    | Notes                  |
| ------------- | ------------ | -------- | --------------------- | ----------------------- | ---------------------- |
| Aire lliure   | 800 metres   | 1:59.37  | 5 de maig de 2017     | Doha, Qatar             |                        |
| Aire lliure   | 1.500 metres | 3:50.07  | 17 de juliol del 2015 | Mònaco                  | Rècord mundial         |
| Aire lliure   | Milla        | 4:14.30  | 6 de setembre de 2016 | Rovereto, Itàlia        |                        |
| Aire lliure   | 2.000 metres | 5:27.50  | 17 de juny de 2014    | Ostrava, Txèquia        |                        |
| Aire lliure   | 3.000 metres | 8:21.29  | 30 de juny de 2019    | Palo Alto, Estats Units |                        |
| Aire lliure   | 5.000 metres | 14:15.41 | 4 de juliol del 2015  | París, França           |                        |
| Aire lliure   | Mitja marató | 1:05:18  | 6 de desembre de 2020 | València, Espanya       | Rècord de debut        |
| Pista coberta | 1.500 metres | 3:55.17  | 1 de febrer de 2014   | Karlsruhe, Alemanya     | Rècord mundial         |
| Pista coberta | Milla        | 4:13.31  | 17 de febrer del 2016 | Estocolm, Suècia        | Rècord mundial         |
| Pista coberta | 2.000 metres | 5:23.75  | 7 de febrer de 2017   | Sabadell, Espanya       | Rècord del món absolut |
| Pista coberta | 3.000 metres | 8:16.60  | 6 de febrer del 2014  | Estocolm, Suècia        | Rècord mundial         |
| Pista coberta | 2 milles     | 9:00.48  | 15 de febrer del 2014 | Birmingham, Regne Unit  | Rècord del món absolut |
| Pista coberta | 5.000 metres | 14:18.86 | 19 de febrer del 2015 | Estocolm, Suècia        | Rècord mundial         |